# Чувена скачућа жаба из округа Калаверас
Чувена скачућа жаба из округа Калаверас је приповетка из 1865. године аутора Марка Твена. То је био први његов књижевни успех и донео му је националну славу. Прича је објављена још и под називом “Џим Смајли и његова скачућа жаба” (њен оригинални назив) и “Озлоглашена скачућа жаба из округа Калаверас”. У њој приповедач препричава причу коју је чуо од шанкера, Сајмона Вилера, у хотелу Ејнџелс, у Ејнџелс Кемпу у Калифорнији , о коцкару Џиму Смајлију. Приповедач га описује на следећи начин: “Када би видео бубу како иде некуда, кладио би се у то колико ће јој дуго требати да дође дотле докле треба доћи, а ако бисте прихватили то, он би је пратио све до Мексика, само да сазна одакле је и колико дуго путује”.
Чувена скачућа жаба из округа Калаверас и друге приче је такође и насловна прича збирке кратких прича Марка Твена из 1867. године. Била је то прва Твенова књига и садржала је 27 прича које су претходно биле објављиване у часописима и новинама.

## Историја публикација
Примарно, Твен је написао кратку насловну причу на захтев свог пријатеља Артемуса Варда, како би била укључена у књигу која је следила. Твен је радио на две верзије, али ниједном од њих није био задовољан - ниједна од њих није успевала да опише такмичење скачућих жаба. Вард је вршио притисак на њега, али док је Твен осмислио верзију коју је био вољан да приложи, књига је већ била близу објављивања, те Вард уместо тога шаље причу у The New York Saturday Press где се појављује у едицији 18. новембра 1865. године као “Џим Смајли и његова скачућа жаба”. Твенова живописна прича била је изузетно популарна, те се ускоро почела штампати и у различитим часописима и новинама. Он наставља да развија идеју и 16. децембра 1865. године Брет Харт објављује ту верзију у часопису The Californian , овог пута под називом “Чувена скачућа жаба из округа Калаверас”, а Смајлијево име се мења у Грили.
Њена популарност која је уследила довела је Твена до тога да искористи ову причу као окосницу своје прве књиге, која се појавила 1869. године у првом издању у тиражу од само 1000 копија. Прво издање је публиковано у седам боја (без приоритета): плава, смеђа, зелена, боја лаванде, боја шљиве, црвена и теракота и изазива велику пажњу колекционара књига, а донело је и хиљаде долара на аукцијама. У верзији која се појављује у књизи, Твен поново мења презиме Грили у Смајли.

## Радња
Пријатељ шаље приповедача да интервјуише старца, Сајмона Вилера, који можда зна где се налази његов стари познаник, Леонидас В. Смајли. Пошто проналази Сајмона на старом минском пољу, приповедач га пита зна ли нешто о Леонидасу. Чини се да овај не зна ништа о томе, а уместо тога казује причу о Џиму Смајлију, човеку који је долазио у поље давних година.
Џим воли да се коцка и нуди опкладу на све и свашта, почев од коњских трка па све до борбе паса и здравља супруге локалног пастора. Хвата жабу, којој даје име Ден’л Вебстер и три месеца је дресира и учи да скаче. Када странац долази у поље, Џим показује Ден’ла и нуди опкладу у четрдесет долара да он може победити у скакању било коју другу жабу.из округа Калаверас. Странац презриво говори да би прихватио понуду кад би он сам имао жабу, а Џим излази како би ухватио неку и оставља га самог са Ден’лом. Користећи Џимово одсуство, странац гура оловно зрно у Ден’лово грло. Џим се враћа, те странац и он пуштају жапце; странчев жабац одскакуће, док се Ден’л не миче са места, те изненађени и згрожени Џим бива принуђен да плати четрдесет долара опкладе. Након што странац одлази, Џим, уочивши Ден’лову тромост, подиже жапца, примећујући да је тежи него обично. Када Ден’л избаци подригивањем прегршт оловних честица, Џим схвата да је преварен и јури за странцем, али не успева да га пронађе.
У том моменту, Сајмон уз извињење одлази ван. Приповедач схвата да Џим нема никакве везе са Леонидасом и устаје, у намери да крене, али га Сајмон пресреће на вратима и нуди да му исприча причу о једноокој крави чекињастог репа. Не желећи да чује још једну бесмислену причу, приповедач одлази уз изговор.

## Преводи
Након откривања француског превода ове приче, Твен ту верзију преводи поново на енглески језик, задржавајући структуру француске граматике и синтаксе. Затим објављује све три верзије под називом “Скачућа жаба: на енглеском, на француском и још једном преведена на цивилизовани језику уз напорни, стрпљиви и неплаћени рад”.
У “Личној историји приче о скачућој жаби”, Твен се присећа позадине ове приче, то јест, његовом изненађењу када је схватио да је упадљиво слична једној древној грчкој причи. Пише овако:
“Сада је, дакле, занимљиво питање да ли се епизода са жабом догодила у Ејнџелс Кемпу 1849. године, као што сам чуо тог јесењег дана 1865. године? Прилично сам сигуран да јесте. И још сам сигуран да се њен дупликат догодио у Беотији пре пар хиљада година. Мислим да је то случај у коме се историја заправо понавља, а не случај добре приче која је ту годинама и која одолева времену јер је толико добра да је штета пустити је да пропадне”.
Међутим, касније, новембра 1903. године, Твен истиче:
“Кад сам постао убеђен у то да је “Скачућа жаба” две или три хиљаде година стара грчка прича, био сам искрено радостан, јер је то очигледно било најупечатљивије и задовољавајуће оправдање моје омиљене теорије - наиме, ниједна појава није једина и усамљена, већ је просто понављање ствари која се десила раније, која се чак можда и често дешавала… Касније, у Енглеској, након неколико година, схватио сам да није постојала ниједна грчка жаба у свему овоме, а ни грчка прича о њеним авантурама. Професор Сиџвик [у својој књизи за студенте који уче да преводе са енглеског на грчки, Greek Prose Composition. стр. 116] није тврдио да је то грчка прича; он је само сумирао причу из Калавераса и пренео радњу у класичну Грчку; али, како није изјавио да је то иста жаба, енглеске новине су га оптужиле за пропуст. Рекао ми је ово у Енглеској, 1899. или 1900. године, будући веома узнемирен због те цензуре јер је његов поступак био безазлен, пошто је веровао да је порекло приче било тако добро познато да није била потребна никаква додатна напомена”.
Али, у својој “Напомени тринаестом издању” (1907), упркос “срдачним захвалницама за примљену помоћ”, професор Сиџвик ипак није успео да призна коришћење Твенове приче.

## Адаптације
Лукас Фос је компоновао Скачућу жабу из округа Калаверас, оперу у две сцене са либретом Жана Карсавине, на основу Твенове приче. Премијерно је изведена 18. маја 1950. на универзитету у Индијани.
Прича је такође адаптирана и као сцена у филму Авантуре Марка Твена (1985), у којој Марк Твен кратко препричава ту причу Тому Сојеру, Хаку Фину и Беки Тачер.

## Колекција кратких прича
Колекција кратких прича Чувена скачућа жаба из округа Калаверас и друге приче, Твенова прва књига, садржи 27 кратких прича и скечева. Објавила ју је Америцан Неwс Цомпанy под уредништвом Твеновог пријатеља, Чарлса Хенрија Веба. Твен је приватно, свом колеги Брету Харту написао да је била “пуна проклетих граматичких грешака и озбиљних недоследности у правопису јер није извршена коректура”. Након мајског објављивања, продаја књиге постаје млака.Колекција је укључивала следеће приче:
- "The Celebrated Jumping Frog of Calaveras County"
- "Aurelia's Unfortunate Young Man"
- "A Complaint about Correspondents, Dated in San Francisco"
- "Answers to Correspondents"
- "Among the Fenians"
- "The Story of the Bad Little Boy Who Didn't Come to Grief"
- "Curing a Cold"
- "An Inquiry about Insurances"
- "Literature in the Dry Diggings"
- "'After' Jenkins"
- "Lucretia Smith's Soldier"
- "The Killing of Julius Caesar 'Localized'"
- "An Item which the Editor Himself could not Understand"
- "Among the Spirits"
- "Brief Biographical Sketch of George Washington"
- "A Touching Story of George Washington's Boyhood"
- "A Page from a Californian Almanac"
- "Information for the Million"
- "The Launch of the Steamer Capital"
- "Origin of Illustrious Men"
- "Advice for Good Little Girls"
- "Concerning Chambermaids"
- "Remarkable Instances of Presence of Mind"
- "Honored as a Curiosity in Honolulu"
- "The Steed 'Oahu'"
- "A Strange Dream"
- "Short and Singular Rations"